# لوتا سورد

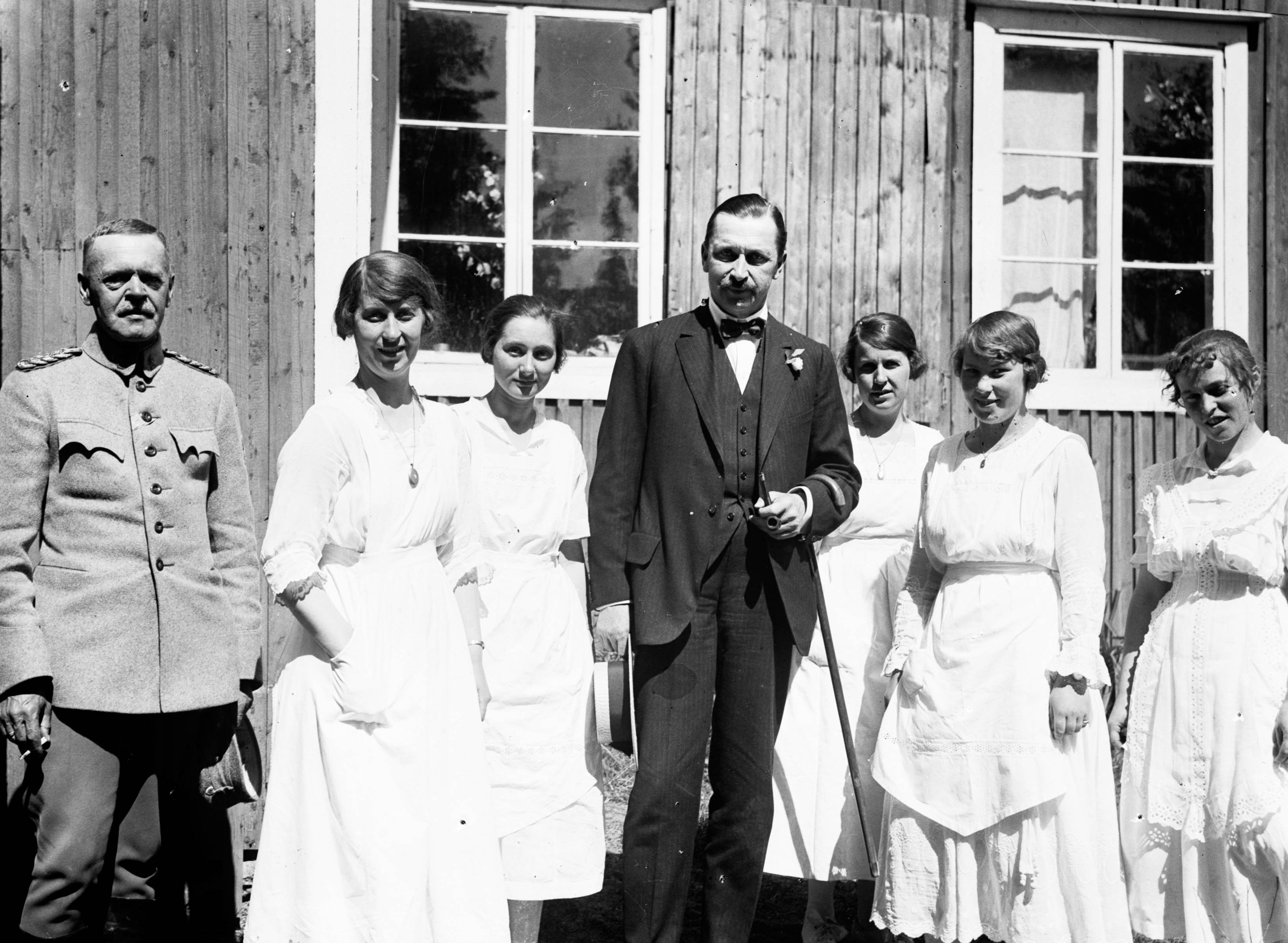
بازدید مارشال کارل گوستاو امیل مانرهیم از لوتا سورد در ۱۹۲۰

لوتّا سوَرد به معنای شمشیر لوتا یک سازمان شبه نظامی برای کمک‌های داوطلبانه زنان فنلاندی برای حمایت از گارد سفید (فنلاند) بود.
هسته اصلی در ابتدا در سال ۱۹۱۸ تشکیل و در دهه‌های ۱۹۲۰ و ۱۹۳۰ دارای اعضای زیادی شد که در زمینه کارهای اجتماعی داوطلبانه فعالیت می‌کردند. در طول جنگ جهانی دوم، برای جایگزینی مردانی که در ارتش مشغول شده بودند، لوتا سورد بسیج شد و در بیمارستان‌ها، در مواضع هشدار حمله هوایی و سایر وظایف کمکی همکاری نزدیک با ارتش داشت. این زنان به‌جز یک نورافکن ضدهوایی در سال ۱۹۴۴ رسماً غیرمسلح بودند ویرتانن استدلال می‌کند که «پاسخگویی آنها به ملت در انظار عمومی شکلی مردانه و نظامی داشت، اما جنبه خصوصی و زنانه‌ای داشت که شامل ویژگی‌هایی مانند مراقبت، کمک و دوست داشتن بود.» این سازمان پس از جنگ برچیده شد.

## نام
این نام از شعری از یوهان لودویگ رونبرگ گرفته شده‌است. بخشی از یک کتاب بزرگ و معروف، داستان‌های فولاد پرچمدار، زنی خیالی به نام لوتا سورد را توصیف می‌کند. طبق شعر، یک سرباز فنلاندی، به جنگ فنلاند رفت و همسرش لوتا را نیز با خود برد. سرباز در جنگ کشته شد، اما همسرش در میدان جنگ باقی ماند و از سربازان مجروح مراقبت می‌کرد. این نام برای اولین بار توسط مارشال مانرهایم در یک سخنرانی در ۱۶ مه ۱۹۱۸ مطرح شد.

## پیشینه

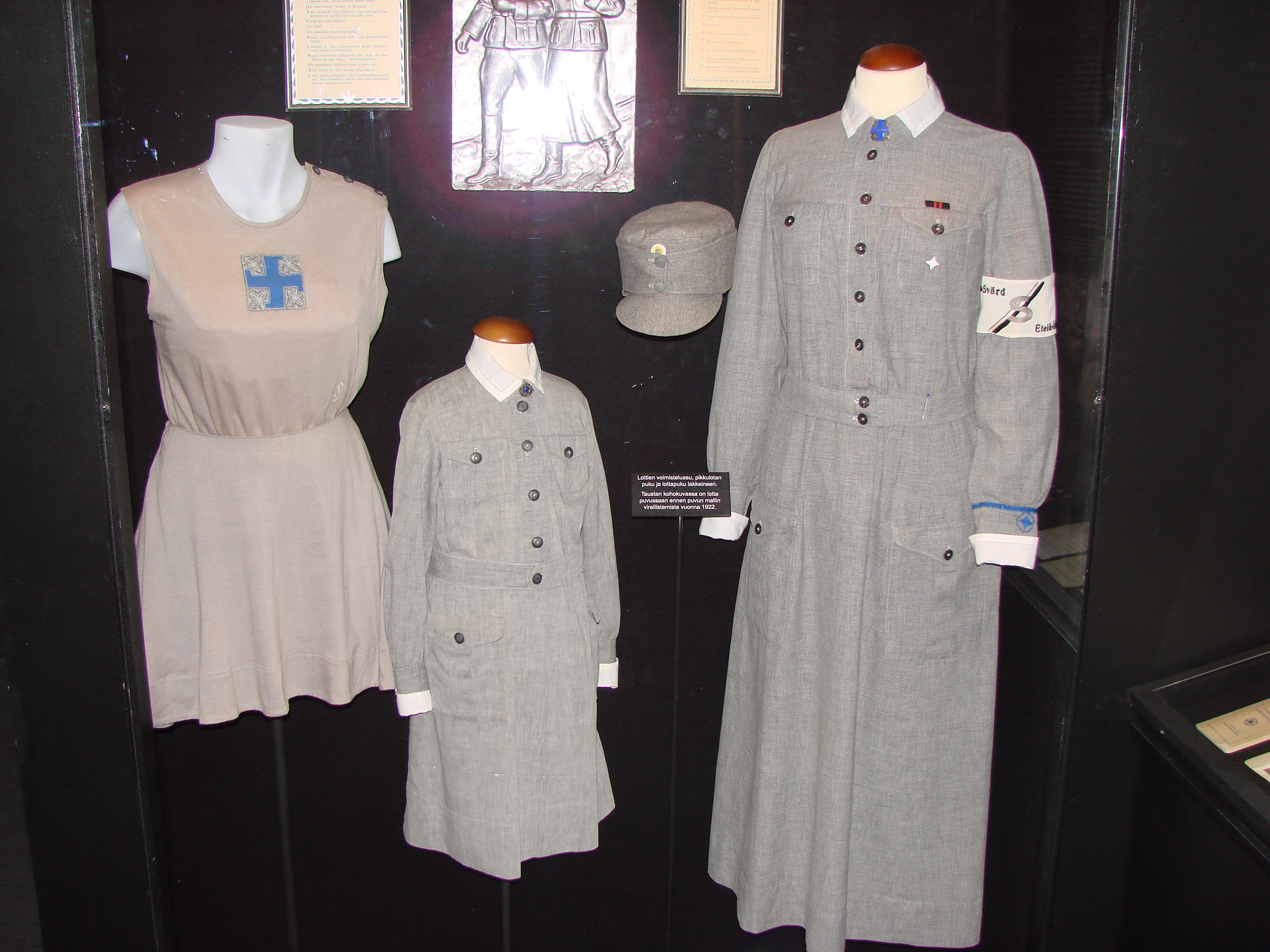
لباس فرم لوتا سورد

در طول جنگ داخلی فنلاند با گارد سفید مرتبط بود. پس از جنگ لوتا سورد به عنوان یک سازمان جداگانه در ۹ سپتامبر ۱۹۲۰ تأسیس شد. اولین سازمان شناخته شده‌ای که از نام لوتا سورد استفاده کرد، واحد ریهی‌مکی بود که در ۱۱ نوامبر ۱۹۱۸ تأسیس شد.
این سازمان در طول دهه ۱۹۲۰ گسترش یافت و شامل ۶۰۰۰۰ عضو در سال ۱۹۳۰ بود. لوتا سورد تا سال ۱۹۴۴ شامل ۲۴۲۰۰۰ داوطلب، و بزرگ‌ترین سازمان کمک داوطلبانه در جهان بود، در حالی که کل جمعیت فنلاند کمتر از چهار میلیون نفر بود.
با الهام از لوتا سورد فنلاندی، سازمانی مشابه در سال ۱۹۲۴ در استکهلم، سوئد تأسیس شد. این سازمان که بعداً نام سازمان دفاع داوطلبانه زنان سوئد را گرفت، با سازمان خواهر فنلاندی خود ارتباط نزدیک داشت.
در طول دهه‌های ۱۹۲۰ و ۱۹۳۰، فقط شهروندان فنلاندی مسیحی واجد شرایط پیوستن بودند و دو مرجع از افراد قابل اعتماد برای ثبت نام هر زن لازم بود. شرایط اخیر اغلب پس از پایان جنگ زمستان در سال ۱۹۳۹ نادیده گرفته می‌شد. خارجی‌ها می‌توانستند با مجوز ویژه پذیرش شوند. با این حال، اولین اعضای مسلمان و یهودی در سال ۱۹۴۰ و اولین اعضای غیر مذهبی در سال ۱۹۴۱ پذیرفته شدند.

## جنگ جهانی دوم

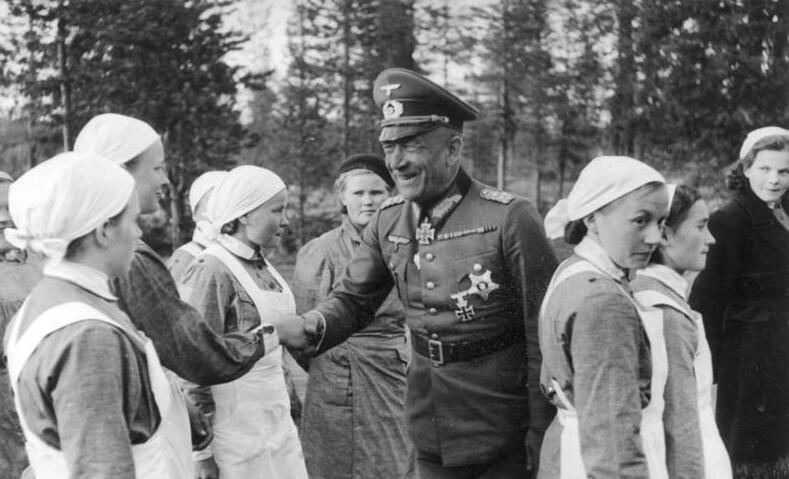
ژنرال نیکولاوس فون فالکنهورست به همراه تعدادی از پرستاران لوتا سورد در تابستان ۱۹۴۱ در جنگ پس‌آیند.

در طول جنگ زمستان حدود ۱۰۰۰۰۰ سرباز مرد برای اعزام به میدان جنگ از عمده وظایفی که لوتا سورد بعدها انجام داد معاف شدند و عملاً این وظایف مانند کمک در بیمارستان‌ها، پست‌های هشدار حمله هوایی و سایر وظایف کمکی در ارتباط با نیروهای مسلح به سازمان لوتا سورد واگذار شد. با این حال، اعضای این سازمان رسماً غیر مسلح بودند. تنها استثنا نورافکن ضدهوایی ۱۴ در هلسینکی در تابستان ۱۹۴۴ بود که از اعضای لوتا سورد تشکیل شده بود. این یگان تفنگ‌هایی را برای محافظت از خود در اختیار داشت، بنابراین تنها واحد نظامی زن در تاریخ نیروهای دفاعی فنلاند بود.
در سال دوسال آخر جنگ جهانی دوم نیاز شدید به نیروی انسانی منجر به استخدام سریع شد و اغلب زمانی برای آموزش صحیح نیروهای لوتا سورد طبق اصول سازمانی وجود نداشت. علاوه بر این، بیشتر نیروهای تازه‌وارد، جوان و بی‌تجربه بودند. این روند باعث ایجاد اصطکاک بین کهنه سربازان و نیروهای جدید شد.
با توجه به تعداد زنان اعزامی به مناطق جنگی و طول مدت جنگ، لوتا سوارد آسیب نسبتاً کمی متحمل شد. در طول جنگ‌ها، ۲۹۱ نفر از زنان خود را از دست دادند که بیشتر آنها (۱۴۰ نفر) به دلیل بیماری‌هایی که در حین انجام وظیفه به آن مبتلا شده بودند، درگذشتند. ۶۶ نفر در صحنه جنگ و در طول نبرد، ۴۷ نفر در حملات هوایی و ۳۴ نفر در تصادف کشته شدند. افراد کشته شده در قبر قهرمانان جنگ در محله‌های خود دفن شدند.

## پس از جنگ

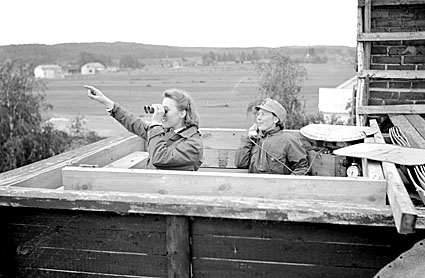
اعضای لوتا سورد در یک پست هشدار حمله هوایی در طول جنگ جهانی دوم.

با پایان یافتن ادامه جنگ، اتحاد جماهیر شوروی خواستار ممنوعیت همه سازمان‌هایی شد که آنها را شبه نظامی، فاشیست یا نیمه فاشیست می‌دانست. لوتا سورد یکی از گروه‌هایی بود که در ۲۳ نوامبر ۱۹۴۴ منحل شد.

## برای مطالعهٔ بیشتر
- پرونده‌های رسانه‌ای مربوط به Lotta Svärd در ویکی‌انبار
- Ahlbäck, Anders, and Ville Kivimäki. "Masculinities at war: Finland 1918–1950." NORMA: Nordic Journal For Masculinity Studies 3.2 (2008): 114–131.
- Nevala-Nurmi, Seija-Leena. "Girls and Boys in the Finnish Voluntary Defence Movement." Ennen & nyt (2006): 3.
- Ollila, Anne. "Women's voluntary associations in Finland during the 1920s and 1930s" Scandinavian Journal of History (1995) 20#2 pp: 97–107.
- Olsson, Pia. "To Toil and to Survive: Wartime Memories of Finnish Women," Human Affairs (2002) 12#2 pp 127–138; based on memories of Lotta Svärd veterans.
- Virtanen, Aila. "Accountability to the nation – The Finnish Lotta Svärd organization." (2010) online